# Наїм Саад
Наїм Саад Мубарак Фарадж (араб. نعيم سعد, нар. 1 жовтня 1957) — кувейтський футболіст, що грав на позиції захисника за клуб «Аль-Тадамон» (Кувейт), а також національну збірну Кувейту, у складі якого був учасником чемпіонату світу 1982 року і двох кубків Азії.

## Клубна кар'єра
У дорослому футболі дебютував 1980 року виступами за команду клубу «Аль-Тадамон» (Кувейт), кольори якої і захищав протягом усієї своєї кар'єри гравця, що тривала одинадцять років. 

## Виступи за збірну
1980 року дебютував в офіційних матчах у складі національної збірної Кувейту. Того ж року був учасником футбольного турніру Олімпійських ігор 1980 року, де кувейтці подолали груповий етап, проте у чвертьфіналі мінімально з рахунком 1:2 поступилися господарям турніру, збірній СРСР.
Згодом у складі збірної був учасником чемпіонату світу 1982 року в Іспанії, кубка Азії 1984 року в Сінгапурі, на якому команда здобула бронзові нагороди, а також кубка Азії 1988 року в Катарі.

## Титули і досягнення
- Володар Кубка Азії: 1980
- Бронзовий призер Кубка Азії: 1984
- Срібний призер Азійських ігор: 1982
- Бронзовий призер Азійських ігор: 1986
- Переможець Кубка націй Перської затоки: 1986